# Alfred Messenger
Alfred Messenger (Birmingham, 4 de dezembro de 1887 — Birmingham, 1968) foi um ginasta britânico que competiu em provas de ginástica artística pela nação.
Messenger é o detentor de uma medalha olímpica, conquistada na edição de 1912, nos Jogos de Estocolmo. Na ocasião, foi o medalhista de bronze da prova coletiva ao lado de seus 22 companheiros de equipe, quando foi superado pelas seleções da Itália e Hungria, primeira e segunda colocadas respectivamente.